# Gråsvart fjällfly
Gråsvart fjällfly, Lasionycta dovrensis är en fjärilsart som beskrevs av Maximilian Ferdinand Wocke 1864. Gråsvart fjällfly ingår i släktet Lasionycta och familjen nattflyn, Noctuidae. Arten är reproducerande i både Sverige och Finland. I Sverige är populationen bedömd som livskraftig, LC, medan den i Finland är bedömd som sårbar, VU. I Sverige förekommer arten sällsynt från Härjedalen till Torne lappmark och i Finland endast i nordligaste Lappland.  Artens livsmiljö är hällmarker och stenjordar på fjäll samt sekundärt fjällängar. Inga underarter finns listade i Catalogue of Life.